# Kees Jansen (medisch elektronicus)
Teunis Cornelis (Kees) Jansen (Nijmegen, 10 september 1936 – Lekkerkerk, 28 oktober 2023) was een Nederlands medisch elektronicus die zelfstandig en in samenwerking met Frans van der Mark medische apparatuur ontwikkelde en produceerde.

## Meten bloeddoorstroming
Jansen ontwikkelde samen met Van der Mark een systeem voor het meten van de bloeddoorstroming. Aan zo'n systeem was behoefte, vanwege de productie van bloedvatverwijdende medicijnen. Jansen ontwikkelde en produceerde hiervoor steeds kleinere sensoren die soms op meerdere plekken tegelijk in het lichaam rond de bloedvaten informatie verzamelden voor de door Van der Mark ontwikkelde bloedstroommeters. Die sensoren en meters (flow sensors en flow meters) werden door Skalar Medical bv uit Delft wereldwijd in de handel gebracht.

## Meten zuurstofspanning pasgeborenen
In 1971 werd Jansen hoofd van de Afdeling Medische Elektronica van het Sophia Kinderziekenhuis in Rotterdam. Daar ontwikkelde hij apparatuur voor het continu meten van zuurstofspanning bij pasgeboren kinderen met ademhalingsmoeilijkheden. Bij het toedienen van extra zuurstof is informatie over de zuurstofspanning op elk moment van essentieel belang. Die informatie kon tot dan alleen verkregen worden door het eens in de twee tot drie uur afnemen van bloedmonsters. Door de vinding van Jansen kon de zuurstofspanning van buiten af, door de huid heen continu gemeten worden. De artsen dr. D.B. van 't Hof, dr. P.W. de Haas, en dr. W.P.F. Fetter, promoveerden op de vinding van Jansen en werden daarbij door hem begeleid. 

## Oogmeting
Prof. dr. H. Collewijn, van de afdeling Fysiologie aan de Erasmus Universiteit, vroeg aan Van der Mark, die daar werkzaam was, of Jansen en hij een vergelijkbaar meetsysteem konden ontwikkelen voor oogmeting. Bij hersenonderzoek en in de neurologie is de oogpositie een belangrijke informatiebron. Samen bedachten de twee vervolgens een methode die dat mogelijk maakte. Gebruikmakend van zijn microscopische handvaardigheid ontwikkelde en produceerde Jansen contactlenzen waarin een koperdraadspoel was ingebouwd. Deze scleral coils werden door Skalar wereldwijd in de handel gebracht.